# Olympische Winterspiele 2006/Teilnehmer (Polen)
| Gelbes Symbol für Goldmedaillen mit stilisierten Olympischen Ringen | Graues Symbol für Silbermedaillen mit stilisierten Olympischen Ringen | Braundes Symbol für Bronzemedaillen mit stilisierten Olympischen Ringen |
| ------------------------------------------------------------------- | --------------------------------------------------------------------- | ----------------------------------------------------------------------- |
| —                                                                   | 1                                                                     | 1                                                                       |

Polen nahm an den Olympischen Winterspielen 2006 im italienischen Turin mit einer Delegation von 44 Athleten teil. Die Athleten starteten in zehn Disziplinen.

## Flaggenträger
Die Snowboarderin Paulina Ligocka trug die Flagge Polens während der Eröffnungsfeier, bei der Schlussfeier wurde sie vom Biathleten Tomasz Sikora getragen.

## Teilnehmer nach Sportarten

### Biathlon
Damen
- Magdalena Grzywa
Einzel (15 km): 71. Platz; 1:00:41,3 h; +11:17,2 min
- Magdalena Gwizdoń
Einzel (15 km): 33. Platz; 55:17,5 min; +5:53,4 min
Sprint (7,5 km): 20. Platz: 23:54,7 min; +1:23,3 min
- Magdalena Nykiel
Sprint (7,5 km): 56. Platz: 25:32,2 min; +3:00,8 min
- Krystyna Pałka
Einzel (15 km): 5. Platz; 51:50,7 min; +2:26,6 min
Sprint (7,5 km): 25. Platz; 24:07,3 min; +1:35,9 min
- Katarzyna Ponikwia
Einzel (15 km): 56. Platz; 57:32,7 min; +8:08,6 min
Sprint (7,5 km): 63. Platz: 26:17,3 min; +3:45,9 min

Herren
- Grzegorz Bodziana
- Michał Piecha
- Krzysztof Pływaczyk
- Tomasz Sikora
- Wiesław Ziemianin

### Bob
- Dawid Kupczyk
- Mariusz Latkowski
- Marcin Płacheta
- Michał Zblewski
- Ireneusz Żurawicz

### Eiskunstlauf
- Aleksandra Kauc
- Dorota Zagórska/Mariusz Siudek
Paarlauf: 9. Platz – 165,95 Punkte
- Michał Zych

### Eisschnelllauf
- Konrad Niedźwiedzki
- Maciej Ustynowicz
- Artur Waś
- Katarzyna Wójcicka
- Paweł Zygmunt
5000 m, Herren: 18. Platz – 6:35,01 min; +20,33 s

### Rennrodeln
- Krzysztof Lipiński
- Marcin Piekarski
- Ewelina Staszulonek

### Shorttrack
- Dariusz Kulesza
500 m: im Viertelfinale disqualifiziert
1000 m: im Viertelfinale ausgeschieden
1500 m: im Vorlauf ausgeschieden

### Skeleton
- Monika Wołowiec
Damen: 15. Platz; 2:05,30 min; +5,47 s

### Ski alpin
- Michał Kałwa
Abfahrt, Herren: 44. – 1:56,81 min
Alpine Kombination, Herren: ausgeschieden im Slalom (1. Lauf)
- Katarzyna Karasińska
- Dagmara Krzyżyńska

### Ski nordisch
- Stefan Hula
- Justyna Kowalczyk
- Maciej Kreczmer
- Janusz Krężelok
- Adam Małysz
- Robert Mateja
- Rafał Śliż
- Kamil Stoch

### Snowboard
- Blanka Isielonis
- Paulina Ligocka
- Mateusz Ligocki
- Michał Ligocki
- Jagna Marczułajtis
- Rafał Skarbek-Malczewski